# Tybjerg Sogn
Tybjerg Sogn ist eine Kirchspielsgemeinde (dän.: Sogn) auf der Insel Sjælland im südlichen Dänemark.
Bis 1970 gehörte sie zur Harde Tybjerg Herred im damaligen Præstø Amt, danach zur Suså Kommune im Storstrøms Amt, die im Zuge der  Kommunalreform zum 1. Januar 2007 in der Næstved Kommune in der Region Sjælland aufgegangen ist.
Im Kirchspiel leben 829 Einwohner (Stand: 1. Januar 2023).

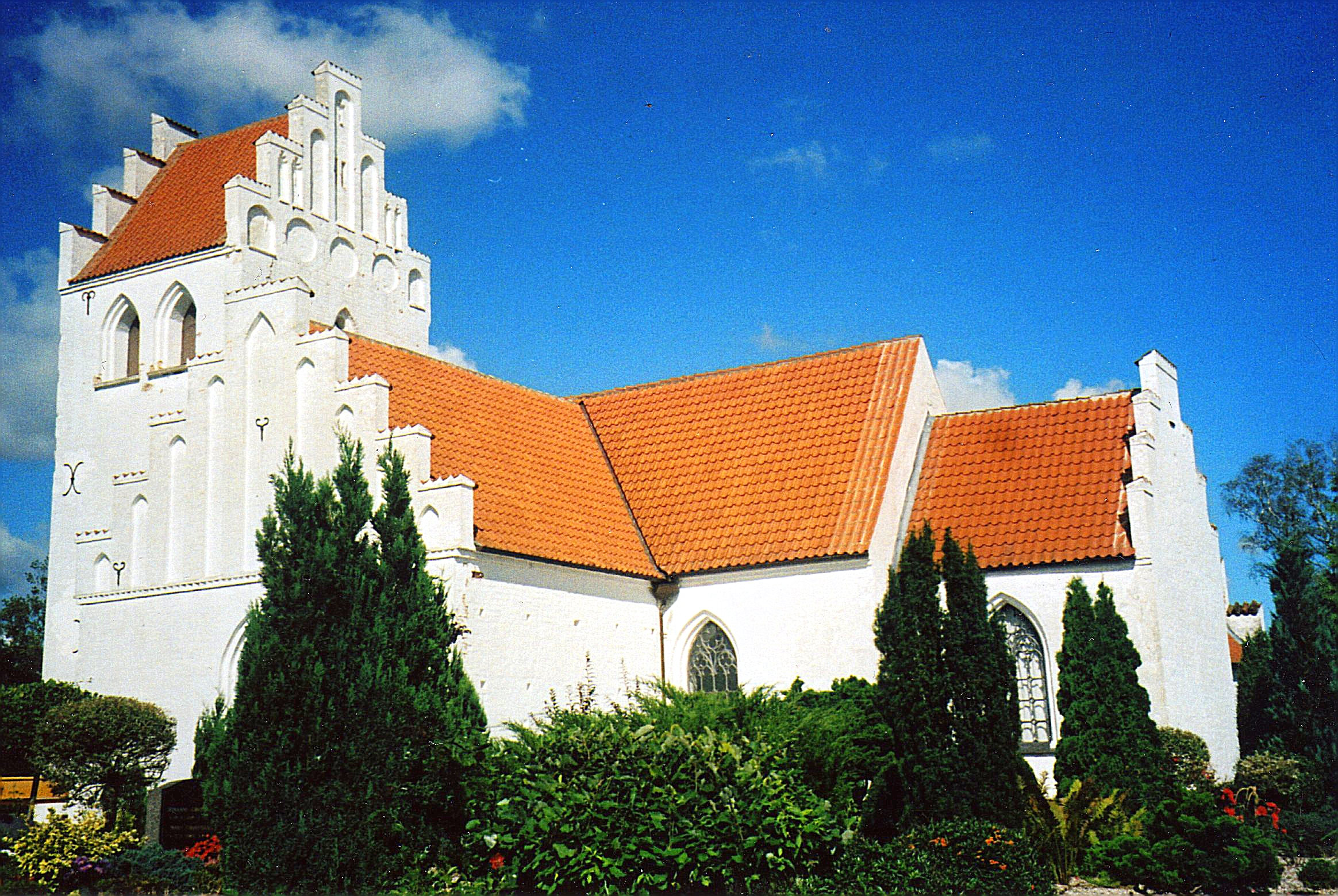
Tybjerg Kirke

Im Kirchspiel liegt die Kirche „Tybjerg Kirke“.
Nachbargemeinden sind in der Næstved Kommune im Osten Aversi Sogn, im Südwesten Herlufmagle Sogn und im Nordwesten Sandby Sogn, ferner in der benachbarten Ringsted Kommune im Norden Vetterslev Sogn und im Nordosten Sneslev Sogn und in der östlich benachbarten Faxe Kommune Teestrup Sogn.